# Roy MacLaren
Roy MacLaren PC (* 26. Oktober 1934 in Vancouver, British Columbia) ist ein kanadischer Manager, Autor, Verleger, Diplomat und Politiker der Liberalen Partei Kanadas, der mehrere Abgeordneter des Unterhauses, zeitweise Minister sowie zuletzt Hochkommissar in Großbritannien war.

## Leben

### Diplomat, Wirtschaftsmanager und Unterhausabgeordneter
Nach dem Schulbesuch absolvierte MacLaren ein Studium der Geschichtswissenschaften, das er sowohl mit einem Bachelor of Arts (B.A.) an der University of British Columbia als auch mit einem Master of Arts (M.A.) am St Catharine’s College der University of Cambridge abschloss und wurde 1957 Diplomat im Außenministerium Kanadas. Während seiner dortigen Tätigkeit fand er auch Verwendungen in den Auslandsvertretungen in Vietnam, der Tschechoslowakei sowie bei den Vereinten Nationen in New York City und Genf. Ein weiteres Studium der Theologie beendete er am Trinity College der University of Toronto mit einem Master of Divinity (M.Div.).
1969 verließ er für einen Wechsel in die Privatwirtschaft den diplomatischen Dienst und wurde Direktor für Öffentlichkeitsarbeit beim Landmaschinenhersteller Massey Ferguson und daraufhin 1974 Präsident der kanadischen Filiale der Werbeagentur Ogilvy & Mather, ehe er 1977 Präsident des Verlages CB Media wurde. Daneben war er als Autor und Verleger tätig und beschäftigte sich in seinen zahlreichen, zum Teil auch autobiografisch geprägten Büchern überwiegend mit der Geschichte Kanadas.
Bei der Unterhauswahl vom 22. Mai 1979 wurde er erstmals als Kandidat der Liberalen Partei zum Abgeordneten in das Unterhaus gewählt und vertrat in diesem bis zu seiner Niederlage bei der Wahl vom 4. September 1984 den Wahlkreis Etobicoke North. Am 4. März 1980 übernahm er sein erstes Regierungsamt und war bis zum 28. Februar 1982 Parlamentarischer Sekretär beim Minister für Energie, Bergbau und Ressourcen. Zugleich war er vom 14. April 1980 bis zum 30. November 1983 Co-Vorsitzender des Gemeinsamen Sonderausschusses des Parlaments von Kanada für die Reform des kanadischen Senats sowie danach zwischen dem 17. August 1983 bis zum 29. Juni 1984 Staatsminister für Finanzen.

### Minister und Hochkommissar in Großbritannien
Premierminister John Turner berief ihn anschließend am 30. Juni 1984 als Minister für nationale Einkünfte in das 23. kanadische Kabinett, dem er in dieser Funktion bis zum Ende von Turners kurzen Amtszeit am 16. September 1984 angehörte. MacLaren wurde bei der Unterhauswahl am 21. November 1988 abermals zum Abgeordneten in das Unterhaus gewählt und vertrat diesmal bis zu seinem Mandatsverzicht am 24. Januar 1996 abermals den Wahlkreis Etobicoke North. In der Folgezeit war er von Februar 1989 bis März 1989 innerhalb der Fraktion der Liberalen zunächst Sprecher der Opposition für Finanzen sowie später von September 1990 bis September 1993 Oppositionssprecher für internationalen Handel. Nach dem Wahlsieg der Liberalen Partei bei der Unterhauswahl vom 25. Oktober 1993 wurde MacLaren von Premierminister Jean Chrétien am 4. November 1993 auch in die 26. Regierung Kanadas berufen, in der er bis zu seinem Rücktritt am 24. Januar 1996 Minister für internationalen Handel war.
Nach seinem Ausscheiden aus Regierung und Unterhaus wurde er am 24. Januar 1996 zunächst Berater von Premierminister Chrétien, ehe er am 23. Juni 1996 als Nachfolger von Royce Frith zum Hochkommissar in Großbritannien ernannt wurde. Dieses diplomatische Spitzenamt bekleidete MacLaren bis zu seiner Ablösung durch den bisherigen Botschafter in Italien, Malta und Albanien, Jeremy K.B. Kinsman, im Jahr 2000 aus. Zurzeit engagiert sich MacLaren unter anderem als Vorsitzender des Kanadisch-Indischen Wirtschaftsrates.

## Veröffentlichungen
- Canadians in Russia, 1918-1919, Toronto 1976
- Canadians on the Nile, 1882-1898: being the adventures of the voyageurs on the Khartoum relief expedition and other exploits, Vancouver 1978
- Canadians behind enemy lines, 1939-1945, Vancouver 1981, 2. Auflage 2004
- Consensus: a Liberal looks at his party, Oakville 1984
- Honourable mentions: the uncommon diary of an M.P., Toronto 1986
- The Canadian nation in an interdependent world, 1989
- Part of the Americas: a Liberal policy for Canada in the Western Hemisphere, Mitautor Lloyd Axworthy, Ottawa 1991* Wide open: in search of an independent, global trade policy for Canada: a preliminary trade discussion paper, Ottawa 1991
- African exploits: the diaries of William Stairs, 1887-1892, Montreal 1998
- Commissions high: Canada in London, 1870-1971, Montreal 2006